# NGC 3016
NGC 3016 је спирална галаксија у сазвежђу Лав која се налази на NGC листи објеката дубоког неба.
Деклинација објекта је + 12° 41' 43" а ректасцензија 9h 49m 50,6s. Привидна величина (магнитуда) објекта NGC 3016 износи 12,9 а фотографска магнитуда 13,7. NGC 3016 је још познат и под ознакама UGC 5266, MCG 2-25-40, CGCG 63-77, IRAS 09471+1255, PGC 28269.